# Abraham Caceres
Abraham de Caceres oder Casseres (bl. 1718–1738) war ein niederländischer jüdischer Komponist des Spätbarock.

## Leben und Werk

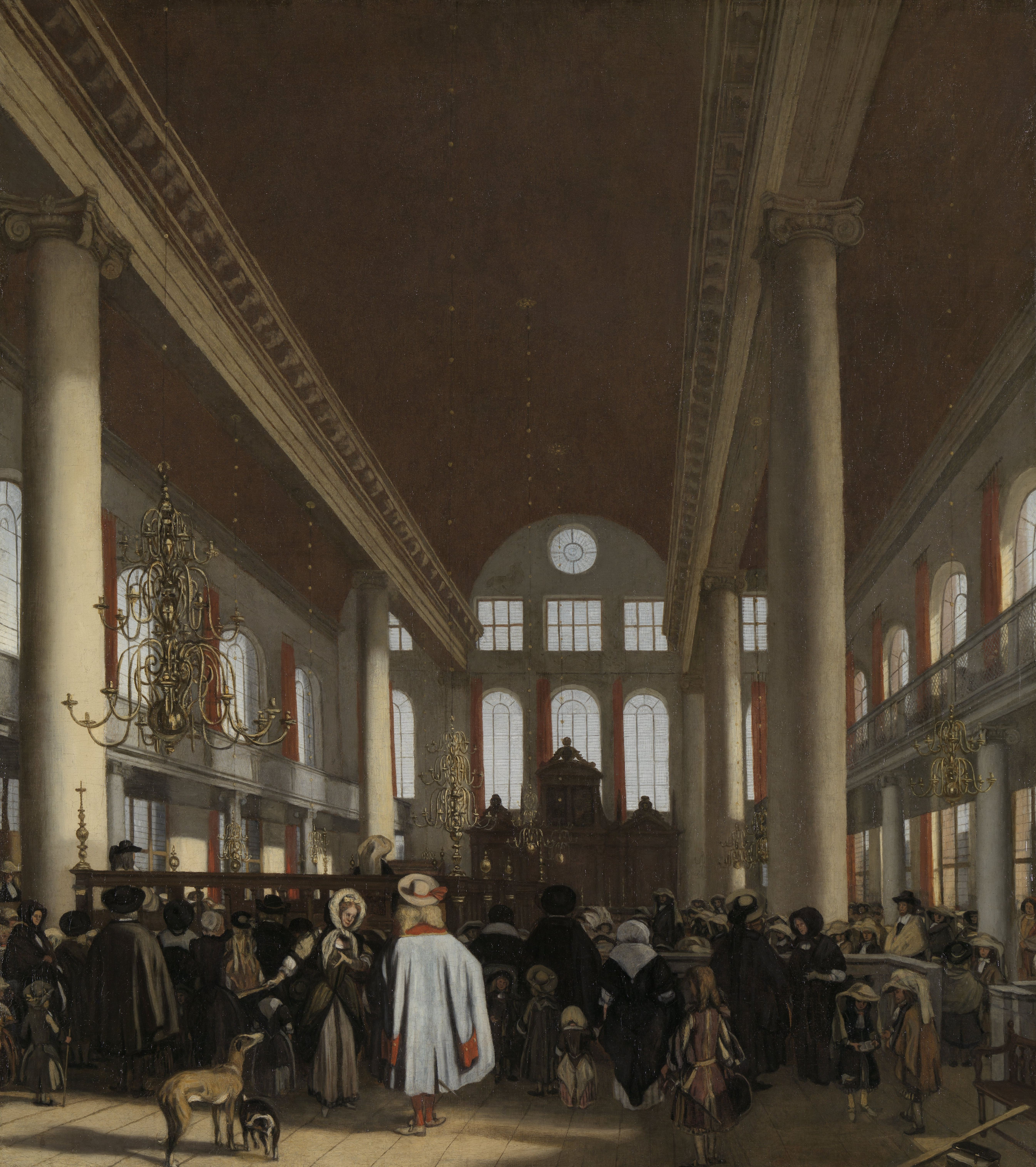
Innenansicht der Portugiesisch-Israelitischen Synagoge in Amsterdam, Caceres’ Wirkungsort. Gemälde von Emanuel de Witte, circa 1680, aus der Sammlung des Rijksmuseums Amsterdam

Über Abraham Caceres’ Leben ist nahezu nichts bekannt. Er entstammt vermutlich einer sephardischen Familie, die ihre Wurzeln im spanischen Cáceres haben dürfte. Ein Mose de Caceres, der im 17. Jahrhundert zu den Gründern der portugiesischen Gemeinde in Amsterdam gehörte, war möglicherweise sein Vorfahr.
Caceres trat erstmals 1718 als Komponist der Musik für die Jahresfeier der Amsterdamer Talmudstudien-Bruderschaft in Erscheinung. Er ist hauptsächlich bekannt als Komponist der Amsterdamer portugiesisch-sephardischen Gemeinde zwischen 1720 und 1738. In dieser Funktion war er der Vorgänger des nichtjüdischen Komponisten Christian Joseph Lidarti, der als Auftragswerk das Oratorium Esther in hebräischer Sprache komponierte. 1726 komponierte Caceres die Musik zur Einweihung der Honen Dal Synagoge in Den Haag. Seine Kantate Le-El Elim zum Simchat Tora 1738 ist in einem sicher postumen Manuskript aus der zweiten Hälfte des 18. Jahrhunderts überliefert. Sein Name taucht letztmals 1743 in einem Manuskript anlässlich der Neubesetzung des Chasan-Postens der Synagoge auf. Da es sich hierbei aber lediglich um die Unterlegung eines neuen Textes zu einem Teil seiner Kantate von 1738 handelt, ist unklar, ob diese Bearbeitung noch von Caceres selbst stammt oder von dritter Hand vorgenommen wurde.
Er vertonte Gedichte des Rabbi Mosche Chaim Luzzatto.
Er komponierte auch zwei Melodien für das kabbalistische Werk Hon Ashir, das Rabbi Immanuel Hai Ricchi 1730–31 verfasste.
Caceres’ Kompositionen lassen Einflüsse des protestantischen Chorals sowie zeitgenössischer Werke wie Pergolesis Stabat mater erkennen.

## Werke und Werkausgaben
Einige seiner Werke werden in der Bibliothek Ets Haim in Amsterdam aufbewahrt.
Moderne Notenausgaben:
- Israel Adler (Hrsg.): Ḥishki ḥizki. From the repertoire of the Portuguese Jewish Community of Amsterdam. Text: Isaac Aboab da Fonseca. Israeli Music Publications, Tel Aviv 1968, OCLC 827840680.
- Israel Adler (Hrsg.): Le-El Elîm. Cantata by Abraham Casseres (Caceres). From the repertoire of the Portuguese Jewish Community of Amsterdam. Israel Music Publications, Tel Aviv 1974, OCLC 958064594.

## Diskographie
- מוסיקה לבית הכנסת בתקופת הברוק/Synagogal music in the Baroque: Italy, Amsterdam, southern France (= Anthology of music traditions in Israel) (Jerusalem: מרכז לחקר המוסיקה היהודית, האוניברסיטה העברית בירושלים/Jewish Music Research Centre, the Hebrew University of Jerusalem, 1991. Jewish Music Research Centre AMTI CD 9101). Enthält zwei Werke von Caceres, aufgeführt von The Cameran Singers und einem ad-hoc-Instrumentalensemble, geleitet von Avner Itai: Ḥishḳi ḥizḳi (oder Hishqî hizqî), und Hamasiaḥ ilemim (als ha-Mesiaḥ ilmim oder Ham-mesîah illemîm).
- מוסיקה לבית הכנסת בתקופת הבארוק. יונה בין חגוי סלע/Synagogal music in the Baroque: Dove in the clefts of the rock (= Anthology of music traditions in Israel 8) ([Yerushalayim]: האוניברסיטה העברית בירושלים, המרכז לחקר המוסיקה היהודית/ha-Universiṭah ha-ʻIvrit bi-Yerushalayim, ha-Merkaz le-ḥeḳer ha-musiḳah ha-Yehudit, 1994). Enthält zwei Werke von Caceres aufgeführt von verschiedenen Solisten, einem ad-hoc-Instrumentalensemble, The Israel National Choir Rinat, und The Keshet Baroque Orchestra, geleitet von Avner Itai: Ḥishḳi ḥizḳi (Ḥishqi ḥizqi) und Le-El elim.
- Music of European Jews, 1550–1800 ([Grinnell, Iowa?]: [Grinnell Collegium?], [2003]). Enthält zwei Werke von Caceres aufgeführt vom Grinnell Collegium, geleitet von Oleg Timofeyev: Le-El elim (als Le-el elim), und Ḥishḳi ḥizḳi (als Hishki hizki).
- Jewish baroque music (Musicmedia, ©2008. Concerto CD 2009. EAN 8012665200918. UPC 898428002221). Enthält drei Werke von Caceres aufgeführt vom Ensemble Salomone Rossi: Ḥishḳi ḥizḳi (als Hiski Hizki), Hamesiaḥ ilemim (als Hamesiah), und Le-El elim (als Le El Elim).
- Musiques juives baroques: Venise, Mantoue, Amsterdam (1623–1774): hommage à Israel Adler (= Collection Patrimoines musicaux des juifs de France 10) (Paris, France: Fondation du Judaïsme Français, [2011]. Buda Musique 860212. EAN 3341348602127). Enthält zwei Werke von Caceres aufgeführt von Ensemble Texto, geleitet von David Klein: Le-El elim (als Le’el elim), und Ḥishḳi ḥizḳi (als Ḥishki ḥizki).